# Dřísy
Dřísy (en allemand : Charwatetz) est une commune du district de Prague-Est, dans la région de Bohême-Centrale, en République tchèque. Sa population s'élevait à 1 067 habitants en 2020.

## Géographie
Dřísy se trouve à 7,5 km au nord de Brandýs nad Labem-Stará Boleslav et à 25 km au nord-est de Prague.
La commune est limitée par Čečelice au nord, par Konětopy et Sudovo Hlavno à l'est, par Lhota au sud-est, par Křenek au sud-ouest, et par Ovčáry, Nedomice et Všetaty à l'ouest.

## Histoire
La première mention écrite de la localité date de 1052.

## Transports
Dřísy se trouve à 9 km de Brandýs nad Labem-Stará Boleslav et à 38 km du centre de Prague.